# Domenico Corcione

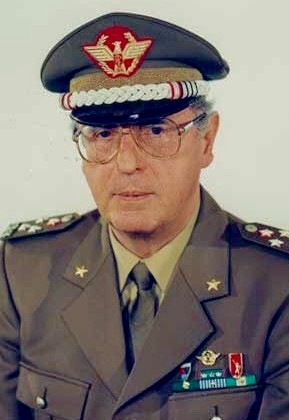
Domenico Corcione

Domenico Corcione (* 20. April 1929 in Turin; † 3. Januar 2020 ebenda) war ein italienischer General. Corcione war von 1990 bis 1993 Generalstabschef der italienischen Streitkräfte und von Januar 1995 bis Mai 1996 Verteidigungsminister in der Regierung Dini.

## Militärische Laufbahn
Domenico Corcione absolvierte von 1950 bis 1954 die Militärakademie in Modena und Turin. Darüber hinaus studierte er auch Bauingenieurwesen an der Technischen Universität Mailand. Als Pionieroffizier diente er unter anderem als Ausbilder an der Pionierschule. Nach dem Generalstabslehrgang in Civitavecchia war er Kommandeur des Pionierbataillons Mantova, des 2. Brückenpionierregiments, der mechanisierten Infanteriebrigade Legnano, der Panzerdivision Centauro, der Militärregion Nordwest in Turin und der Führungsakademie der Streitkräfte in Rom. Daneben diente er auch mehrmals im Heeresgeneralstab, dessen Leitung er 1989 und 1990 innehatte.
In Corciones Amtszeit als Generalstabschef der Streitkräfte wurden diese erheblich verkleinert. Auch unter Corcione blieb der Generalstab der Streitkräfte als primus inter pares in einer eher koordinierenden Rolle zwischen den Teilstreitkräften. Unter seinem Nachfolger Guido Venturoni wurde der Generalstab dann tiefgreifend reformiert und aufgewertet. General Corcione trat Ende 1993 nach Erreichen der Altersgrenze in den Ruhestand.

## Minister
Nach der kurzlebigen ersten Regierung Silvio Berlusconis übernahm Domenico Corcione in der aus Fachleuten bestehenden Regierung Dini unter Ministerpräsident Lamberto Dini vom 17. Januar 1995 bis zum 17. Mai 1996 das Amt des Verteidigungsministers. Es war das erste Mal in der Geschichte der Republik Italien, dass ein ehemaliger General Verteidigungsminister wurde. Eine vergleichbare Entwicklung ergab sich Ende 2011, als der ehemalige Generalstabschef Giampaolo Di Paola Verteidigungsminister in der Regierung Monti wurde, nachdem eine weitere Regierung Berlusconis erneut gescheitert war.